# Nele Kurzke
Nele Kurzke (* 16. Juni 1990 in Leipzig) ist eine deutsche Handballspielerin.

## Karriere
Nele Kurzke begann das Handballspielen beim HC Leipzig, bei dem sie bis 2008 sämtliche Jugendbereiche durchlief. Anschließend wechselte die Torhüterin zum Zweitligisten SC Markranstädt. Nachdem Markranstädt ein Jahr später Insolvenz anmelden musste, schloss sich Kurzke dem Frankfurter Handball Club an, bei dem sie anfangs für die 2. Mannschaft auflief und gleichzeitig als dritte Torhüterin dem Bundesligakader angehörte. Ab dem Sommer 2012 stand sie beim Zweitligisten BSV Sachsen Zwickau unter Vertrag. Drei Jahre später kehrte sie zum HC Leipzig zurück. 2016 gewann sie mit Leipzig den DHB-Pokal. Nach der Insolvenz des HC Leipzig im Jahre 2017 unterschrieb sie einen Vertrag beim Bundesligaaufsteiger HC Rödertal. Ab der Saison 2018/19 hütete sie das Tor von Bayer 04 Leverkusen. Am 16. September 2018 erzielte die Torhüterin im Bundesligaspiel gegen Borussia Dortmund drei Treffer. Ab dem Sommer 2020 pausierte sie schwangerschaftsbedingt. Im Sommer 2021 kehrte sie zum BSV Sachsen Zwickau zurück. Nach der Saison 2022/23 kehrte sie zum HC Leipzig zurück.
Kurzke lief für die deutsche Jugend- sowie Juniorinnennationalmannschaft auf. Am 22. März 2019 bestritt sie ihr Debüt für die deutsche Nationalmannschaft. Mit der deutschen Beachhandball-Nationalmannschaft gewann sie die Bronzemedaille bei den Europaspielen 2023.

## Erfolge
DHB-Pokal der Frauen: 2016